# .sr
.sr — национальный домен верхнего уровня для Суринама.